# بيغولي
بيغولي (Bigoli) هي معكرونة يتم إنتاجها بشكل انبثاقي من الآلة لتخرج على شكل خيوط  سميكة وطويلة. كانت البيغولي في البداية تصنع من دقيق الحنطة السوداء، ولكن أصبح البيغولي المصنوع من دقيق القمح الكامل الأكثر شيوعا الآن. أحيانا يُضاف بيض البط للمكونات. الآلة التي تستخدم لإنتاج البيغولي بكشل انقذافي انبثاقي تسمى بيغولارو (bigolaro).
يستخدم مصطلح بيغولي في فينيتو؛ بينما النوع المماثل من المعكرونة يسمى بيتشي (pici) في توسكانا.